# Đất Thánh
Đất Thánh (tiếng Hebrew: ארץ הקודש; Eretz HaQodesh, tiếng Ả Rập: الأرض المقدسة, Al-Ard Al-Muqaddasah) là một khu vực nằm giữa Địa Trung Hải và bờ Đông sông Jordan, thường được xem là đồng nghĩa với Vương quốc Israel như được xác định trong bộ kinh Tanakh. Đối với những người Do Thái, việc xác định vùng đất được coi là Thánh trong "Do Thái giáo" là để phân biệt với các vùng đất khác, do việc thực hành "Do Thái giáo" thường chỉ có thể diễn ra trong vùng Đất của Israel.
Thuật ngữ "Đất Thánh" cũng được những người Hồi giáo và Kitô giáo sử dụng để chỉ toàn bộ khu vực giữa sông Jordan và Địa Trung Hải.
Một phần tầm quan trọng của đất Thánh xuất phát từ ý nghĩa tôn giáo của Jerusalem, thành phố linh thiêng nhất đối với Do Thái giáo, nơi giảng đạo của Chúa Giêsu (trong Kitô giáo), và sự kiện Isra và Mi'raj trong Hồi giáo.
Nhiều nơi trong Đất Thánh là những địa điểm hành hương tôn giáo của người Do Thái giáo, Kitô giáo và Hồi giáo từ thời Thánh Kinh.

## Do Thái giáo

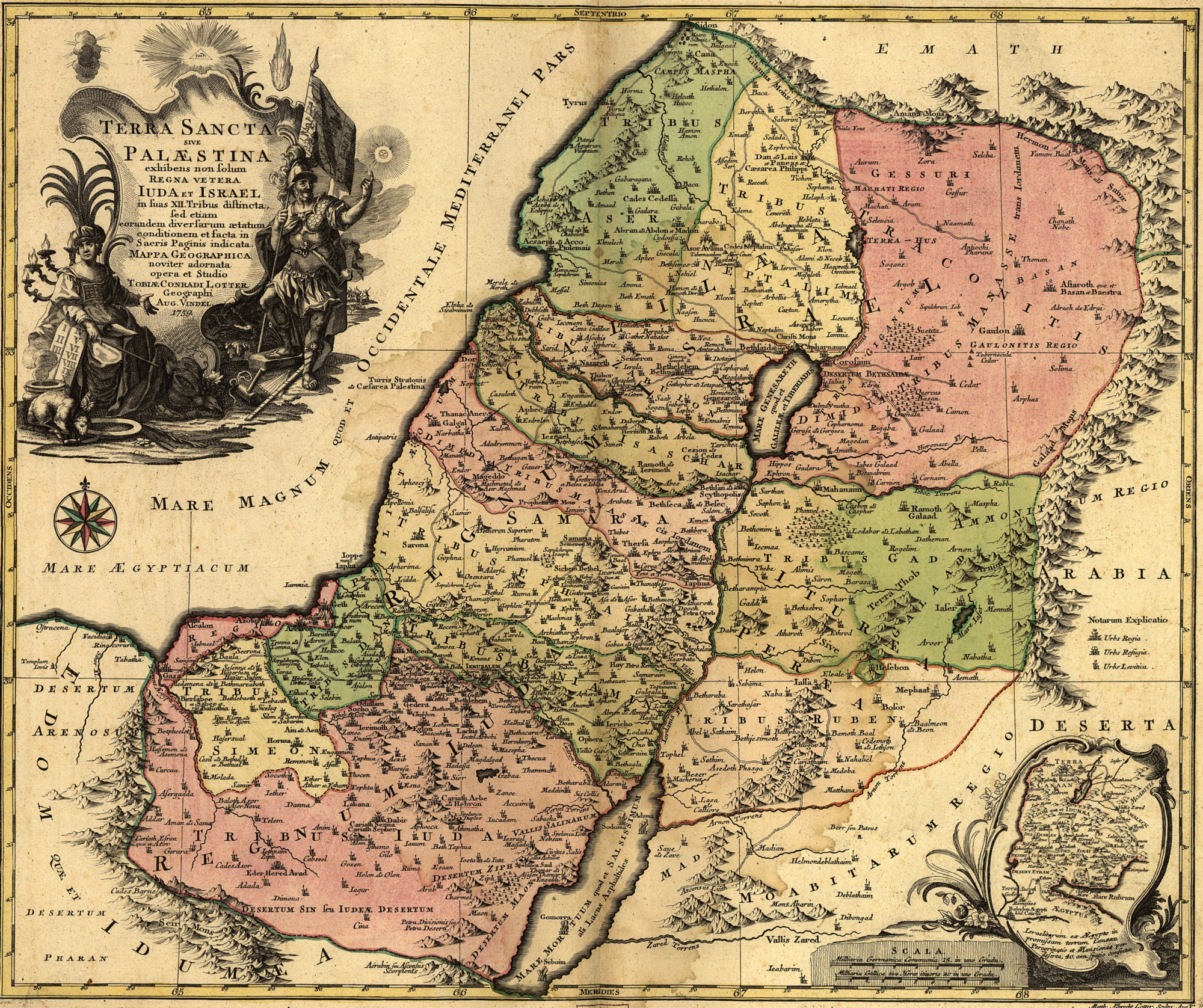
Đất Thánh - hay Palestine - chỉ cho thấy 2 vương quốc Judah và Israel cổ, trong đó 12 chi tộc đã được phân biệt, và nơi chốn của các chi tộc này trong các thời kỳ khác nhau Tobias Conrad Lotter, Geographer. Augsburg, Đức, 1759

Trong khi bộ kinh Tanakh không nói tới Đất Israel như "đất Thánh" (mà gọi là Đất của Israel), điều đó ngụ ý là Đất do Thiên Chúa cho những người Israelites, và thường được coi là "đất hứa" (Chúa hứa cho những người Israelites). Trong kinh Torah nhiều mitzvot (tạm dịch = huấn lệnh) ra lệnh cho những người Israelites và con cháu họ chỉ được thực thi đạo Do Thái trong vùng đất của Israel, sử dụng sản phẩm nuôi trồng trên đất do người Do Thái sở hữu, để phân biệt (đất này) với các đất khác. Một trong các mitzvot nói: "Và không đất nào được bán vĩnh viễn" (Lev. 25:23), và được giải thích ở cuối kinh Talmud đoạn Arakhin 29a. Căn cứ trên sách Mishnah này trong đoạn Avodah Zarah 19b, "tuyệt đối cấm việc bán bất động sản ở Israel cho người không phải là DoThái". Sách Gemara giải thích việc cấm này phái sinh từ huấn lệnh kinh Thánh "to tehanem" trong Sách Đệ nhị luật 7:2, mà, theo lời chú giải Pardes, được hiểu là "Ngươi không được cho phép chúng cắm trại thường xuyên" (haniyah).
Một số thành phố cổ của Israel, đã mang đậm tính Thánh thiêng nhiều hơn đối với người Do Thái, và các thành phố Jerusalem, Hebron, Tzfat và Tiberias được coi là các thành phố Thánh nhất của Do Thái giáo. Jerusalem, là nơi có Đền thờ Do Thái giáo, là tâm điểm của Do Thái giáo.
Trong Sách Sáng thế, khu vực Jerusalem được gọi là núi Moriah, nơi Abraham trói con mình là Isaac định thiêu làm của lễ dâng hiến Thiên Chúa, và được nhiều người tin là Núi Đền Thờ trên đó họ mong đợi Đền thờ thứ ba sẽ được xây dựng lại. Jerusalem được nói tới 669 lần trong Kinh Thánh Hebrew, một phần bởi vì mitzvot chỉ có thể được thi hành trong vùng chung quanh nơi đây, trong đó có một số chỉ có thể thi hành trong Đền thờ thứ ba. Zion, thường có nghĩa là Jerusalem, nhưng đôi khi cũng có nghĩa là Đất của Israel, xuất hiện trong Kinh Thánh Hebrew 154 lần.
Trong kinh Thánh Hebrew, Jerusalem và Đất của Israel được coi là các phần không thể tách rời của món quà của Chúa, bộ phận của nhiều giao ước. Jerusalem từ lâu đã được gắn vào ý thức tôn giáo của người Do Thái một phần do các điều răn (gìới luật), chẳng hạn như việc đếm từng ngày trong 7 tuần lễ (49 ngày) để đến đền thờ trong thời gian giữa lễ Vượt Qua và lễ Shavuot. 
Những người Do Thái đã nghiên cứu và nhân cách hóa cuộc đấu tranh để chiếm Jereusalem của vua David trong ước muốc xây dựng đền thờ Do Thái giáo ở đây, như đã được mô tả trong Sách Samuel và Sách Thánh vịnh, một phần vì các lễ vật dâng trong đền thờ được mang đến từ các vùng đất gần Jerusalem nhất, phần lớn ở vùng thuộc chi tộc Judah.
Khái niệm vùng đất là Thánh thiêng đặc biệt nổi bật trong Sách Dân số. Một số nhà bình luận cũng coi vùng đất này là Thánh vì các dân Thánh của Chúa định cư ở đây. Ở cuối sách Joshua, vùng đất này được phân chia trong các chi tộc Israelite, lời (Chúa) hứa với Abraham được hoàn thành và vùng đất này trở thành Đất Thánh. Kể từ cuộc trừng phạt của người La Mã cho nhiều cuộc nổi dậy của người Do Thái mà cao điểm là cuộc nổi dậy của Bar Kokhba sau khi họ chiếm vùng đất Judaea, thì những người Do Thái đã tìm cách ở lại trong đất này hoặc trở về đất này từ trên 1.600 năm nay.

## Kitô giáo

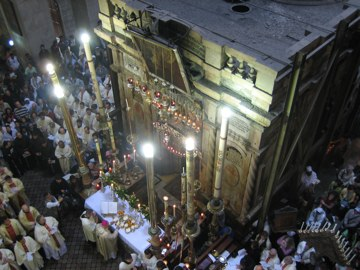
Nhà thờ Mộ Thánh là một trong các nơi hành hương quan trọng nhất của Kitô giáo.

Đối với các Kitô hữu, thì Đất của Israel được coi là Thánh chủ yếu là vì nó gắn liền với mọi biến cố thuộc cuộc đời của Chúa Giêsu, Đấng Cứu Thế - như việc giáng sinh, giảng đạo, chịu đóng đinh trên thập giá, chết và sống lại của Người. Nhiều nơi trên đất Israel được Kitô giáo coi là Thánh thiêng vì chúng gắn liền với các biến cố ấy, như Bethlehem, Nazareth, biển hồ Galilee, núi Tabor, núi Olives, Jerusalem, núi Sinai v v... Ngoài ra còn có núi Carmel.
Sự thiêng liêng của vùng đất này theo nhận thức của Kitô giáo là một trong những yếu tố thúc đẩy những nỗ lực của các cuộc Thập Tự Chinh, nhằm tìm cách giành lại Đất Thánh từ đế quốc Hồi giáo Thổ Nhĩ Kỳ Suljuq do họ đã chinh phục nơi này từ người Hồi giáo Ả Rập, và người Hồi giáo Ả Rập lại đã chinh phục nó từ Đế quốc Byzantine Kitô giáo.
Ngoài ra, vấn đề lãnh thổ của vùng Đất Thánh cũng là một phần quan trọng trong kinh Cựu Ước của Kitô giáo.

## Hồi giáo
Trong kinh Qur'an, từ Đất Thánh الأرض المقدسة (Al-Ard Al-Muqaddasah, tiếng Anh: "Holy Land") đã được nói tới ít nhất là 7 lần, trong đó một lần Moses đã nói với Con dân Israel: Hỡi dân tộc của tôi! Hãy đi vào Đất Thánh, nơi mà Allah đã ban cho các người, và đừng quay lưng lại cách nhục nhã, vì sau đó các người sẽ bị rơi vào sự tàn phá của chính mình. (Surah 5:21)
Theo truyền thống, những người Hồi giáo không gọi Jerusalem bằng tên thường, vì tên "Jerusalem" phái sinh từ tên của một vị thần Canaanite: Shalim; Urshalim, nghĩa là thành của thần Shalim (chúa của người Canaanite).
Cả Israel lẫn Jerusalem đều không được đề cập đến trong kinh Qua'ran với sự liên quan tới việc phải tuân thủ lề luật Hồi giáo, mặc dù cụm từ Con dân Israel (Bani Israil) được nói tới nhiều lần. Những người Hồi giáo coi đất của núi Sinai (Tuur) theo truyền thống nằm ở vùng Sinai, là thiêng liêng, như được đề cập trong kinh Qur'an (thiên sura 7:143). Jerusalem là Qibla (hướng cầu nguyện) thứ nhất của Hồi giáo, tuy nhiên sau đó đã đổi tới Kaaba ở Mecca theo điều mà người Hồi giáo tin là sự mặc khải của tổng thiên thần Gabriel cho tiên tri Muhammad.
Có nhiều đề cấp khác về đất "Thánh" hoặc "thiêng liêng" trong kinh Qur'an, tuy nhiên có nhiều tranh luận trong số các học giả về địa điểm chính xác của những nơi đó ở đâu. Chẳng hạn, "Đất thiêng liêng" nói trong tiết [21:71] đã được nhiều học giả giải thích rất khác nhau: Abdullah Yusuf Ali so sánh nó với vùng đất rộng, trong đó có Syria, Palestine cùng các thành phố Týros và Sidon; Az-Zujaj mô tả nó là: "Damas, Palestine, và một phần nhỏ của Jordan"; Qatada cho nó là: "vùng Levant" (Cận Đông); Muadh ibn Jabal cho là: " khu vực giữa al-Arish và Euphrates"; còn Ibn Abbas cho là: "vùng đất Jericho".
Trong tiếng Ả Rập, thành phố Jerusalem được gọi là "thành Thánh"; tuy nhiên, cũng như vùng đất chung quanh nó, nó không đóng vai trò hoặc chức năng gì trong việc tuân giữ lề luật Hồi giáo. Từ khi xây dựng Al-Aqsa Mosque (thành đường Hồi giáo Al-Aqsa) ở thế kỷ thứ 7, và xây dựng lại ở thế kỷ thứ 11 thì Jerusalem được coi là nơi thiêng liêng trong Hồi giáo.